# Göbekli Tepe
Göbekli Tepe (en català, "pujol panxut") és un antic santuari que és al punt més alt d'una llarga serralada a uns 15 km al nord-est de la ciutat de Şanlıurfa (antiga Urfa/Edessa), al sud-est de Turquia, a prop de la frontera amb Síria. Actualment hi fan excavacions uns arqueòlegs turcs i alemanys. El van construir uns caçadors-recol·lectors al desè mil·lenni abans de Crist (fa uns 11.500 anys), abans que comencés la sedentarització. Misteriosament, tot aquest complex de pedres, pilars, i escultures, va ser deliberadament enterrat cap al 8000 aC, i va estar abandonat durant 5000 anys. Amb Nevalı Çori, aquest jaciment ha revolucionat la idea del Neolític.

## Descobriment

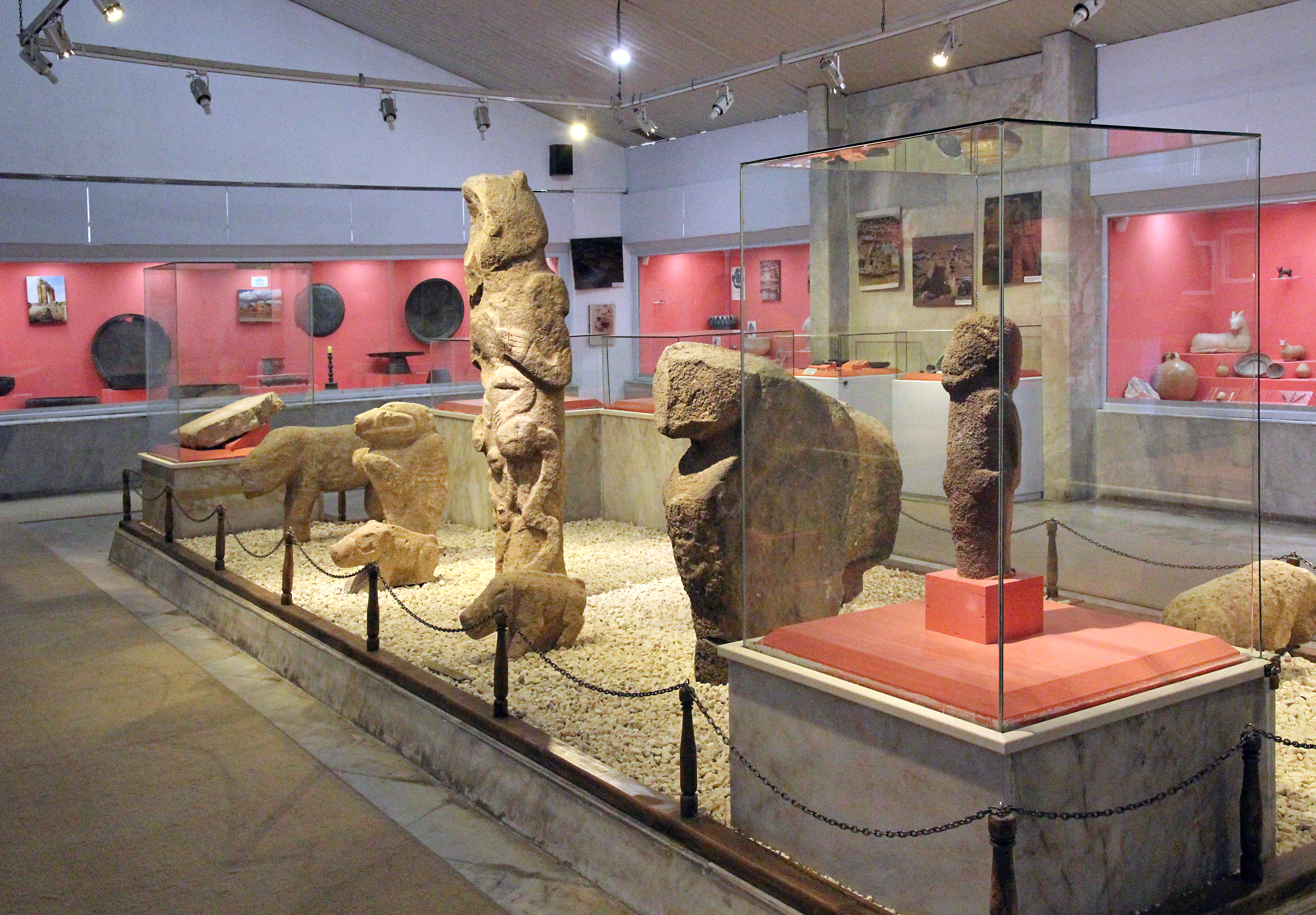
Peces provinents de Göbekli Tepe al museu de Şanlıurfa

Göbekli Tepe és al sud-est de Turquia. El 1964, una prospecció nord-americana es va adonar que el turó no era natural, però van suposar que estava damunt d'un cementiri romà d'Orient. Des del 1994, l'Institut Alemany d'Arqueologia (Deutsches Archäologisches Institut) i els científics turcs del Museu de Şanlıurfa han fet les excavacions, sota la direcció de l'arqueòleg alemany Klaus Schmidt. Diu Schmidt que els fragments de pedra que hi havia a la superfície el van fer deduir que era un lloc prehistòric. El turó havia estat conreat durant generacions, i per netejar els camps, els habitants locals havien fet piles de pedres. Per tant, moltes proves arqueològiques han pogut ser destruïdes. Investigadors del Hochschule Karlsruhe van documentar els vestigis arquitectònics, i aviat van trobar les columnes en forma de T. Aparentment, algunes columnes han patit intents de destrucció.

## Descripció del complex

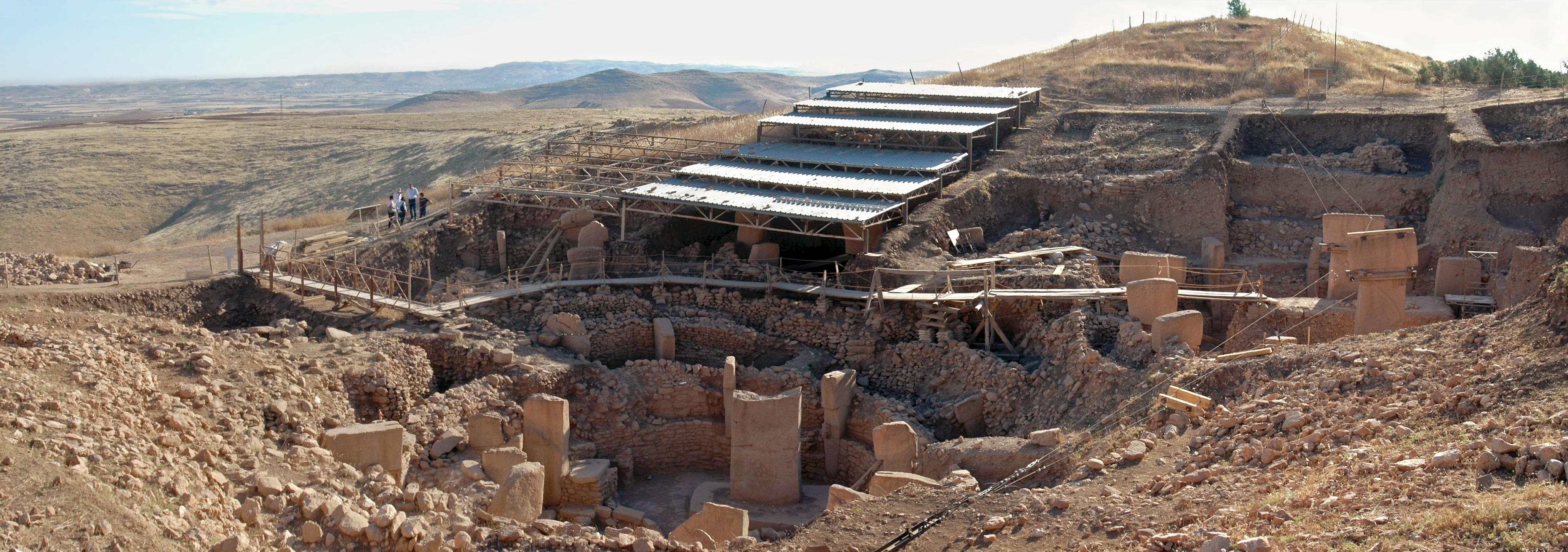
Panoràmica de l'àrea excavada des del sud.

Göbekli Tepe és el lloc de culte religiós més antic del món descobert fins ara. Fins que van començar les excavacions, no es considerava possible cap complex d'aquesta mida per a una comunitat tan antiga. La sòlida seqüència estratigràfica suggereix uns quants mil·lennis d'activitat, possiblement arribant cap enrere fins al Mesolític.
El nivell d'ocupació més antic (estrat III), datat al Neolític preceràmic A (PPNA, per les seves sigles en anglès, corresponents a pre-pottery neolithic A) començaria cap al 9000 aC, i conté pilars monolítics enllaçats entre ells per toscs murs que formen estructures circulars o ovals. Fins ara s'han descobert quatre construccions d'aquest estil, que fan de 10 a 30 metres de diàmetre. Però els reconeixements geofísics indiquen l'existència de 16 estructures més.
L'estrat II, datat al Neolític preceràmic B o PPNB, entre 7500-6000 aC, va destapar restes d'unes habitacions rectangulars adjacents, amb paviments de pedra calcària polida, que recorden els paviments de terratzo romà. El nivell més recent és de sediments dipositats per l'activitat agrícola.

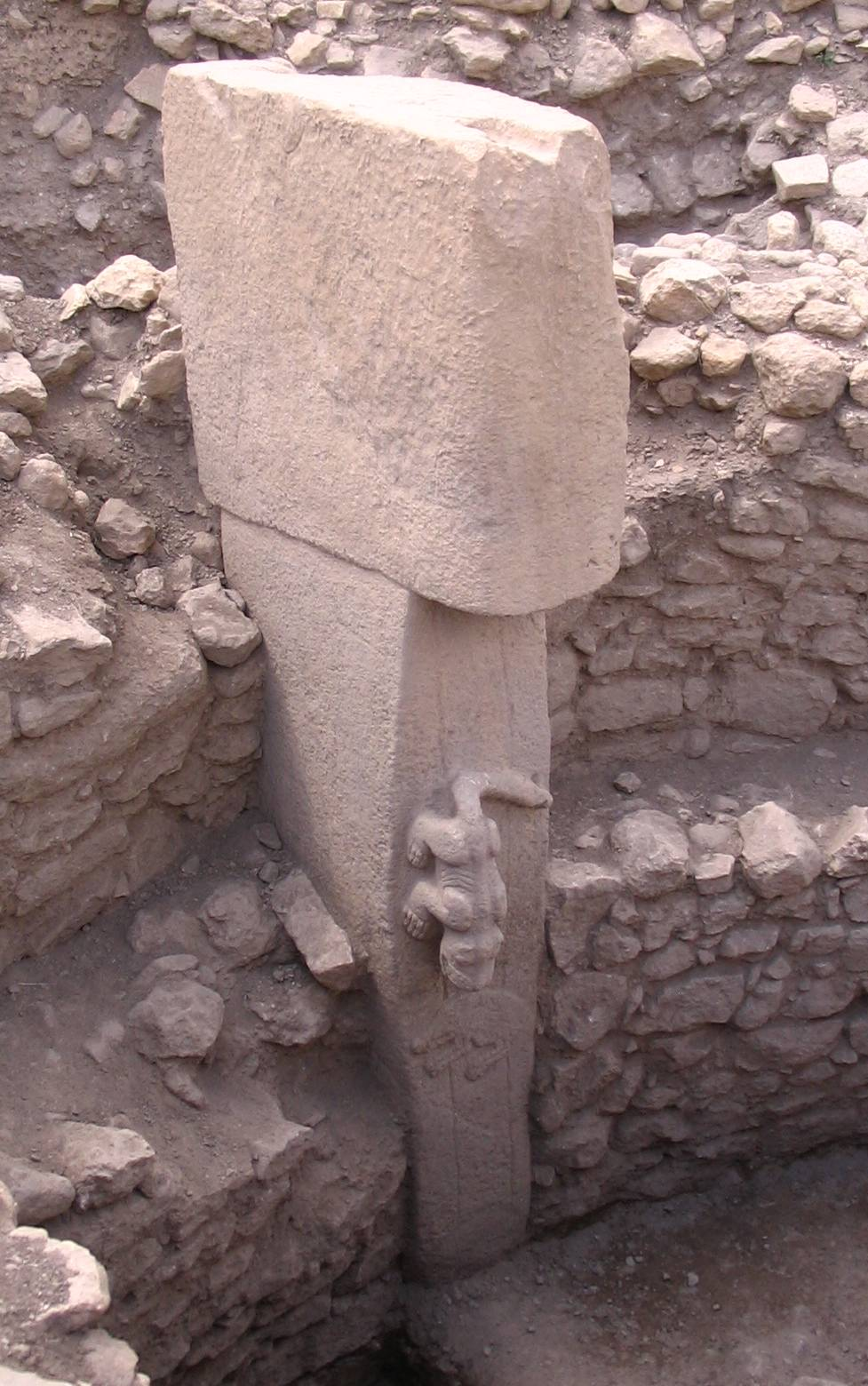
Predador de llarga cua (un cocodril?), Gravat en alt relleu en el mateix bloc de roca que el suporta.

Els monòlits estan decorats amb relleus tallats d'animals i de pictogrames abstractes. Pot ser que aquests pictogrames siguin símbols sagrats, semblants als que a uns altres llocs hi ha pintats a les coves també neolítiques. Aquests relleus figuratius, acuradament esculpits, representen lleons, bous, senglars, guineus, gaseles, ases, serps i altres rèptils, insectes, aràcnids, i ocells, especialment voltors i aus aquàtiques. A l'època que es va fer el santuari, el medi circumdant era probablement molt més ric que ara, i podia sostenir una gran varietat de vida salvatge. Això va ser abans que els molts mil·lennis d'assentaments humans i l'agricultura la convertissin en la polsegosa regió que és ara.
Els voltors són també característics de la iconografia de jaciments neolítics com el de Çatalhöyük i el de Jericó. Se suposa que a les cultures primerenques del Neolític d'Anatòlia i el Pròxim Orient s'exposava els difunts a l'aire lliure deliberadament perquè fossin descarnats pels voltors i els altres rapinyaires. El cap del difunt de vegades era separat del cos i preservat a part, potser com a signe de culte als ancestres. Això podria representar una primerenca forma d'enterrament a cel obert, com encara avui fan els budistes al Tibet i els zoroastrians a l'Índia.
Hi ha poques formes humanoides a Göbekli Tepe: entre elles hi ha un relleu que representa una dona nua, en posició frontal i ajupida, que Schmidt relaciona amb les figuretes pertanyents al Neolític del nord d'Àfrica i conegudes com a Venus accueillantes. També hi apareix almenys un cos decapitat envoltat per voltors. A algunes d'aquestes columnes en forma de T hi ha braços gravats que podrien representar humans estilitzats o déus antropomorfs. Hi ha una decoració de mans humanes que sembla que preguin, amb una estola gravada a la part de dalt, suposadament representant uns sacerdots en un temple.

## Datació
Hi ha unes datacions per radiocarboni presentades amb una desviació estàndard d'errors i calibratges aC:
| Núm. Lab. | Data BP (fins avui) | Cal aC    | Context    |
| --------- | ------------------- | --------- | ---------- |
| Ua-19561  | 8430 ± 80           | 7560–7370 | recinte C  |
| Ua-19562  | 8960 ± 85           | 8280–7970 | recinte B  |
| Hd-20025  | 9452 ± 73           | 9110–8620 | nivell III |
| Hd-20036  | 9559 ± 53           | 9130–8800 | nivell III |

Les mostres Hd procedeixen de carbons vegetals dels nivells més baixos del jaciment, i servirien per datar la fase activa d'ocupació. Les mostres Ua procedeixen de capes de carbonats formatius dipositats damunt dels pilars, i únicament indiquen dates posteriors a l'abandonament del lloc, el terminus ante quem.

## Arquitectura
Les cases o temples són edificis megalítics rodons. Els murs estan fets de pedra seca sense treballar, i inclouen nombrosos pilars monolítics de pedra calcària amb forma de T de més de tres metres d'alçada. Un altre parell de columnes més gran és al mig de les estructures. Pot ser que el parell central hagués donat suport a una teulada. Les prospeccions geomagnètiques diuen que hi ha uns 200 pilars enterrats. Els paviments estaven fets de terratzo (pedra calcària polida), i hi ha un banc al voltant de tot el mur exterior.

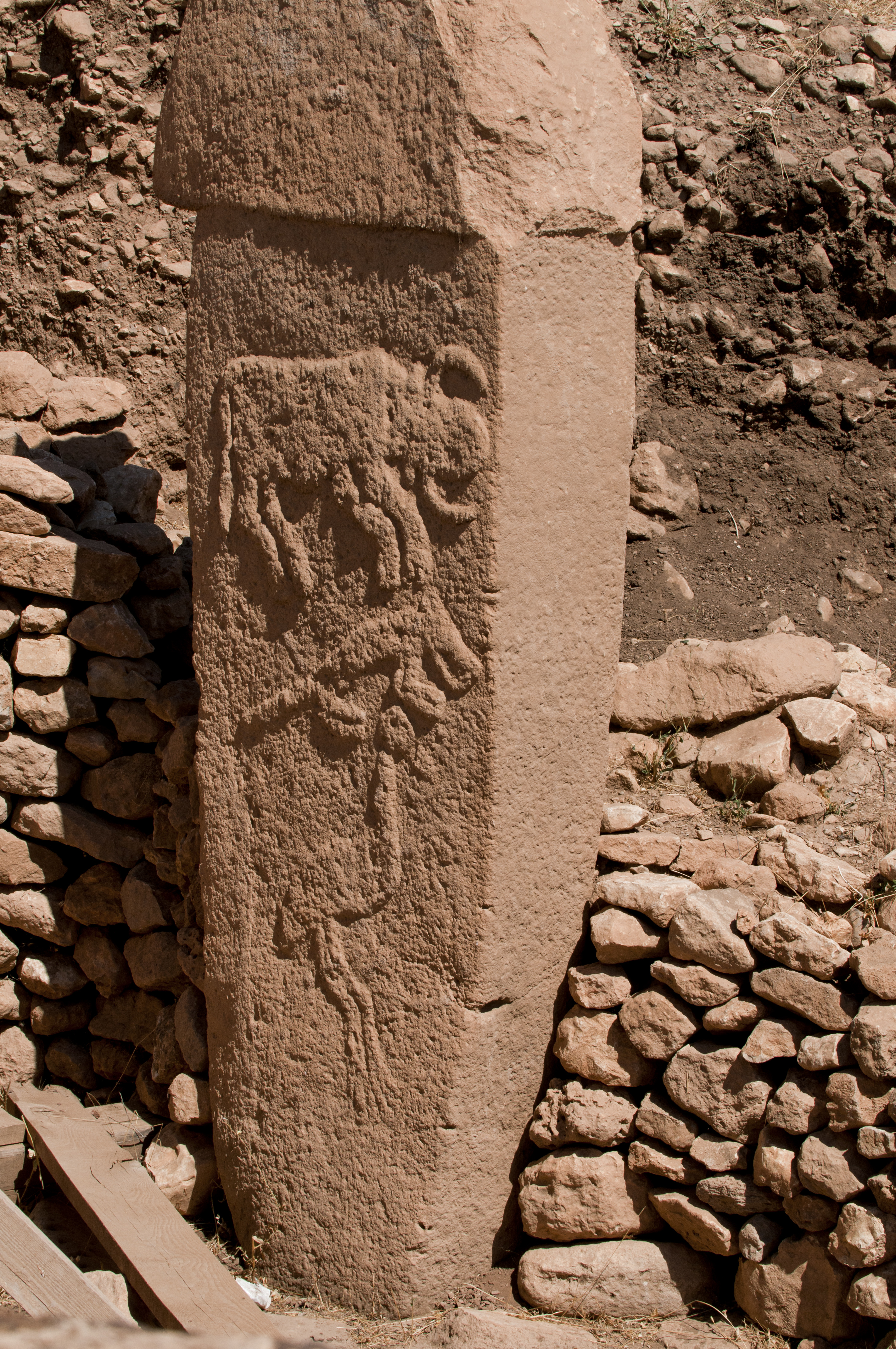
Pilar monolític amb baixos relleus que representen un bou, una ¿guineu? i una au aquàtica.

Els relleus dels pilars són guineus, lleons, porcs senglars, ases salvatges, agrons, ànecs, escorpins, formigues, aranyes, moltes serps, i unes poques figures antropomorfes. Alguns d'aquests relleus han estat deliberadament esborrats, potser per superposar-hi nous dissenys. Hi ha també escultures que podrien representar senglars o guineus, però estan molt cobertes de calç. A Nevalı Çori i Nahal Hemar hi ha estàtues semblants.
Les pedreres de les estàtues són al mateix altiplà. Hi ha algunes columnes inacabades a les pedreres, la més gran fa 6,9 metres de llarg, però ha estat reconstruïda fins als 9 metres. És molt més gran que qualsevol dels pilars acabats trobats fins ara. La roca va ser extreta amb pics de pedra. Els clots que hi ha a les pedres potser es van fer servir com a morters, o per fer-hi foc durant el període anterior, el Mesolític. També hi ha alguns dissenys geomètrics i fal·lus gravats a la roca, però la seva datació és incerta.
Encara que les estructures són, sobretot, temples, recentment s'hi han trobat habitatges petits. Tot i això, queda clar que l'ús primari del jaciment va ser ritual i no domèstic. Schmidt considera aquesta «catedral al turó» un lloc de peregrinació que atreia devots fins a cent cinquanta quilòmetres de distància. El gran nombre d'ossos trobats, amb talls i esquinçaments, d'espècies locals com el cérvol, la gasela, senglars, i oques han estat identificats com a deixalles de la seva caça i preparació, més que no pas procedir de banquets rituals.
El lloc va ser deliberadament abandonat després del 8000 aC: els edificis van ser coberts amb deixalles d'un assentament, que podrien haver sigut dutes de qualsevol altra part. Aquests dipòsits inclouen eines de sílex com ara rascadors, ossos d'animals, i puntes de fletxa de Biblos, Nemrik, Halwan, i Tell Aswad.

## Economia
Encara que els inicis del jaciment pertanyen formalment al Neolític primerenc (PPNA), fins ara no s'hi ha trobat cap resta de plantes ni animals domesticats. Els seus habitants eren caçadors-recol·lectors que vivien a llogarrets almenys una part de l'any. Schmidt suposa que el lloc va tenir un paper clau durant la transició a l'agricultura, perquè l'organització social que cal per fer aquestes estructures estava lligada a l'explotació organitzada de vegetals silvestres. Per assegurar la subsistència, potser els cereals silvestres van ser més utilitzats que les èpoques anteriors; potser fins i tot ja estaven conreats. S'han fet anàlisis de l'ADN del blat d'ara i del blat silvestre, que han mostrat que aquest ADN s'assembla molt al blat silvestre trobat a la muntanya Karaca (Karacadag), a uns 30 quilòmetres del jaciment, per la qual cosa s'ha arribat a la conclusió que va ser allà on el blat modern va ser domesticat per primera vegada.
Schmidt considera Göbekli Tepe un lloc central del culte als morts i suggereix que els animals esculpits servirien per protegir els difunts. Encara que no s'hi han trobat tombes ni enterraments, Schmidt creu que són a sota dels cercles sagrats. Göbekli Tepe és només un dels molts jaciments neolítics situats a la rodalia de Karacadag, una de les àrees on els investigadors creuen que va començar la revolució neolítica (el començament del conreu dels cereals). Schmidt i altres científics creuen que els grups de gent van haver de cooperar per protegir els cereals silvestres dels ramats d'animals, com les gaseles i els onagres (ases salvatges). Aquesta cooperació va crear una organització social incipient. D'acord amb Schmidt, el Neolític no començaria a petita escala, amb casos particulars de conreu, sinó que va començar de sobte com a organització social de grans proporcions.

## Context cronològic
Totes les conclusions són preliminars, perquè fins ara només s'ha excavat el 5% de la superfície. Només s'ha arribat al nivell més baix del segon complex (complex B), on hi ha un paviment d'estil de terratzo. Schmidt creu que l'excavació pot continuar cinquanta anys més, i que «amb prou feines si s'ha tractat una part superficial.» Fins ara hi ha proves molt febles d'usos residencials. Gràcies al mètode del radiocarboni, l'estrat III ha estat datat al 9000 aC (Vegeu més amunt), encara que se suposa que el començament va ser cap a l'11000 aC, o fins i tot abans. L'estrat II és de gairebé el 7500 aC.
Així doncs, aquestes estructures no només van ser-hi abans de la invenció de la ceràmica, la metal·lúrgia, l'escriptura, o la roda, sinó abans de la revolució neolítica, cap al 9000 aC. Però la construcció de Göbekli Tepe demana una organització més complexa que la de les societats pre-neolítiques. Els arqueòlegs suposen que va caldre més de 500 persones per extreure les columnes de 10 a 50 tones de les pedreres locals, i portar-es fins al jaciment, de 100 a 500 metres. L'arqueòleg Ofer Ben-Yosef, de Harvard, va dir que ell no s'hauria sorprès si hi hagués hagut esclaus. Això seria la primera prova que les comunitats de caçadors-recol·lectors (tradicionalment considerades igualitàries) practicaven l'esclavitud. Generalment es creu que una elit de líders religiosos supervisaria els treballs, i després hi faria cerimònies. Així, aquesta podria ser l'evidència més antiga coneguda d'una casta sacerdotal al Pròxim Orient.
Al començament del vuitè mil·lenni abans de Crist el «turó panxut» va perdre importància. L'agricultura va fer canviar els seus habitants, i el «zoo de l'edat de pedra» (com Schmidt en diu) representat als pilars va perdre el significat que tenia. Però el complex no va ser només abandonat i oblidat, sinó que va ser deliberadament enterrat sota 300-500 metres cúbics de terra. No se'n sap el perquè, però això va preservar els monuments per a la posteritat.

## Interpretació i importància

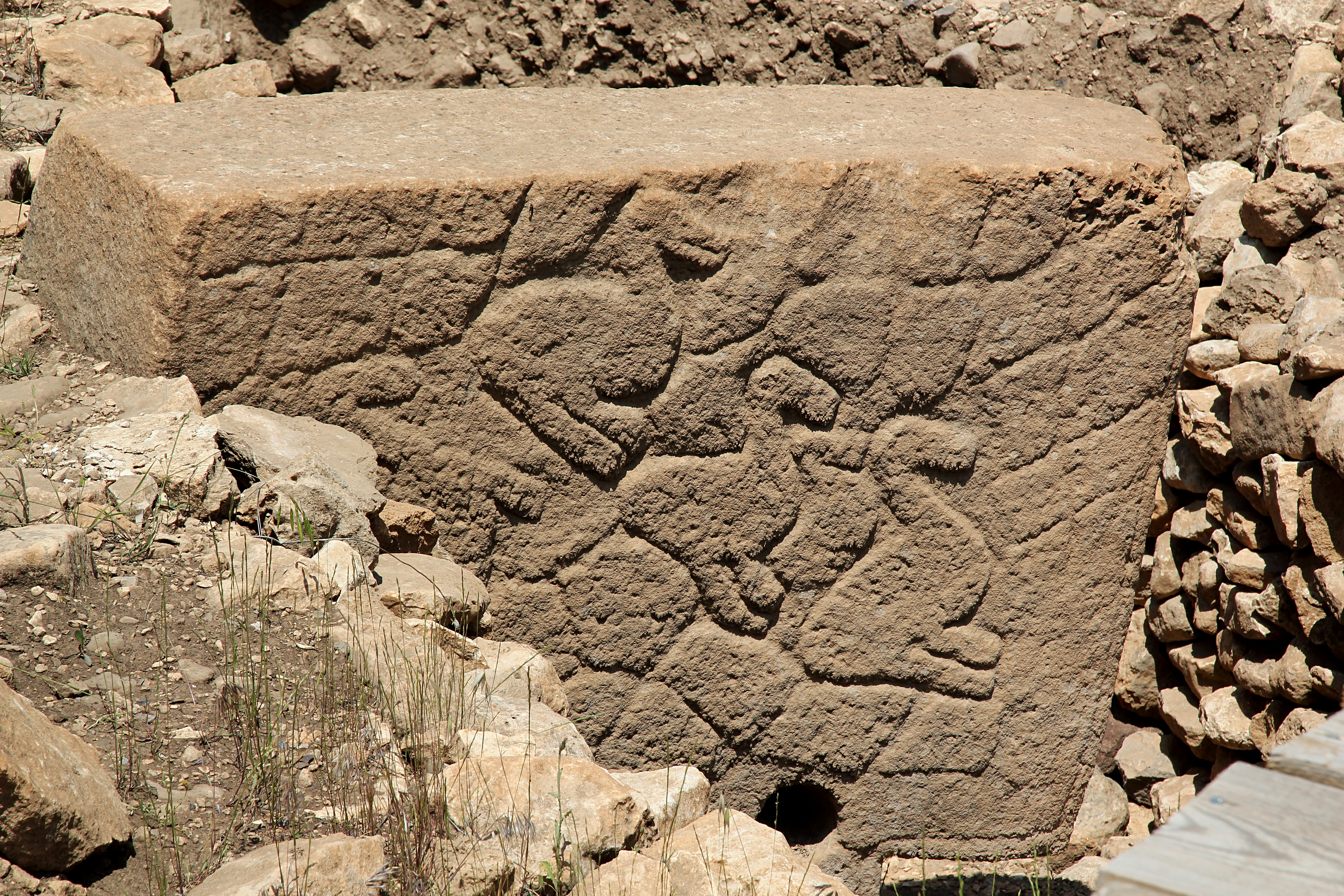
Monòlit amb relleus de possibles aus aquàtiques.

Göbekli Tepe és molt important perquè canvia la nostra idea d'aquell temps. Sembla que els caçadors-recol·lectors van fer complexos monumentals, no només les comunitats d'agricultors, com es pensava abans. Tal com en Klaus Schmidt diu: «primer va arribar el temple, després la ciutat.» Les investigacions futures comprovaran o canviaran aquesta hipòtesi revolucionària.
Aquest lloc és únic, no només per la seva grandària, sinó també per les moltes capelles de columnes, enganxades les unes a les altres. No hi ha complexos monumentals comparables d'aquella època. Nevalı Çori, un assentament neolític ben conegut (submergit per la presa Atatürk des del 1992) és de 500 anys després. Els seus pilars en forma de T són molt més petits, i les seves capelles estaven al costat del llogarret. La gairebé contemporània Jericó no té gens d'art ni grans escultures. I Çatalhöyük, possiblement el més famós dels assentaments neolítics d'Anatòlia, és d'uns 2000 anys després.
Schmidt suposa que hi havia pràctiques xamàniques, i suggereix que les columnes en forma de T podrien representar criatures mítiques, potser ancestres, perquè la creença en déus va aparèixer més tard, a Mesopotàmia. Troba semblances amb la idea sumèria que l'agricultura, la ramaderia, i els teixits van ser lliurats a la humanitat, a la muntanya sagrada Du-Ku, on habitaven les deïtats Annuna. Klaus Schmidt diu que és un mite primitiu que conservaria el record del Neolític.
A les imatges no hi ha gens de violència: no hi ha caceres ni animals ferits. Als relleus dels pilars no hi ha cérvols, però sí lleons, serps, i aranyes
Actualment, Göbekli Tepe planteja més preguntes als arqueòlegs i prehistoriadors que no pas dona respostes. No se sap com es va pagar o alimentar el grup humà tan gran que es va requerir per fer-lo. No podem «llegir» els pictogrames, i no sabem què significaven els relleus animals per als visitants del lloc. La varietat de la fauna descrita, des de lleons i senglars fins a ocells i insectes, fa difícil l'explicació. Com que la majoria dels animals gravats són predadors, podrien ser conjurs màgics per fer fora els dimonis. O també podrien haver servit com a tòtems. No sabem per què amb el temps s'hi van anar afegint murs, que van amagar algunes de les columnes gravades. Potser s'hi enterrava gent. Tampoc no sabem per què es va soterrar el complex.

### La hipòtesi més recent
L'octubre del 2011 el professor E. B. Banning, de la Universitat de Toronto, va dir quelcom radicalment diferent: que els edificis podrien no ser temples, sinó habitatges. Diu que eren cases comunals «semblants a les cases de fusta de la costa nord-oest d'Amèrica del Nord, amb els seus pals i tòtems».